# Ернест Альфред Волліс Бадж
Сер Ернест Альфред Томпсон Волліс Бадж (27 липня 1857 – 23 листопада 1934) — англійський єгиптолог, сходознавець і філолог, який працював у Британському музеї та опублікував численні праці про стародавній Близький Схід. Він здійснив численні поїздки до Єгипту та Судану від імені Британського музею, щоб придбати старожитності, і допоміг створити колекцію клинописних табличок, рукописів і папірусів. Він опублікував багато книг з єгиптології, допомагаючи донести знахідки до більшої аудиторії. У 1920 році він був посвячений у лицарі за заслуги перед єгиптологією та Британським музеєм.

## Особисте життя
Ернест Альфред Волліс Бадж народився в 1857 році в Бодміні, штат Корнуолл, у родині Мері Енн Бадж, молодої жінки, батько якої був офіціантом у готелі Бодмін. Батько Баджа ніколи не був ідентифікований. Бадж покинув Корнуолл ще хлопчиком і зрештою переїхав жити до своєї тітки та бабусі по материнській лінії у Лондон.
Бадж зацікавився мовами ще до десяти років, але покинув школу у віці дванадцяти років у 1869 році, щоб працювати клерком у роздрібній фірмі WHSmith, яка продавала книги, канцелярське приладдя та супутні товари. У вільний час він вивчав давньоєврейську та сирійську мови з допомогою репетитора-волонтера на ім'я Чарльз Сігер.
Бадж зацікавився вивченням аккадської мови в 1872 році, також почавши проводити час у Британському музеї. Наставник Баджа познайомив його з хранителем східних старожитностей, піонером-єгиптологом Семюелем Берчем, і помічником Берча, ассиріологом Джорджем Смітом. Сміт час від часу допомагав Баджу з його ассирійською мовою. Берч дозволив хлопцю вивчати клинописні таблички у своєму офісі та отримував для нього книги з Британської бібліотеки близькосхідних подорожей і пригод, такі як «Ніневія та її залишки» Остіна Генрі Лаярда.
З 1869 по 1878 рік Бадж проводив свій вільний час, вивчаючи ассирійську мову, і в ці роки часто проводив обідню перерву за навчанням у соборі Святого Павла. Джон Стайнер, органіст Святого Павла, помітив наполегливу працю Баджа і познайомився з юнаком. Він хотів допомогти хлопцеві-робітнику здійснити його мрію стати вченим. Стейнер зв'язався з В. Х. Смітом, членом парламенту від консерваторів, і колишнім ліберальним прем'єр-міністром Вільямом Юартом Гладстоном і попросив їх допомогти його молодому другові. І Сміт, і Гладстон погодилися допомогти Стайнеру зібрати гроші для Баджа, щоб вступити до Кембриджського університету.
Бадж навчався в Кембриджі з 1878 по 1883 рік. Серед його предметів були семітські мови: іврит, сирійська, геєз та арабська; він продовжував самостійно вивчати ассирійську мову. Протягом цих років Бадж тісно співпрацював з Вільямом Райтом, в тому числі відомим дослідником семітських мов.
У 1883 році він одружився з Дорою Гелен Емерсон, яка померла в 1926 році. У 1920 році Бадж отримав новорічні почесті за видатний внесок «у колоніальну єгиптологію та Британський музей». У тому ж році він опублікував свою розгалужену автобіографію «Біля Нілу і Тигру». Він звільнився з Британського музею в 1924 році і жив до 1934 року. Він продовжував писати й опублікував кілька книг; його остання робота — «Від фетишу до Бога в Стародавньому Єгипті» (1934).

## Кар'єра в Британському музеї
У 1883 році Бадж вступив до Британського музею, працюючи в нещодавно перейменованому Департаменті єгипетських і ассирійських старожитностей. Спочатку його призначили в ассирійську секцію, але незабаром він перейшов до єгипетської. Він вивчав єгипетську мову з Семюелем Бірчем до смерті останнього в 1885 році. Бадж продовжував вивчати давньоєгипетську мову з новим хранителем, Пітером ле Пажем Ренуфом, до виходу останнього на пенсію в 1891 році. 
Між 1886 і 1891 роками Британський музей доручив Баджу дослідити, чому клинописні таблички з місць Британського музею в Іраку, які мали охороняти місцеві агенти музею, з'явилися в колекціях лондонських торговців старожитностями. Британський музей купував ці колекції своїх «власних» табличок за завищеними цінами Лондонського ринку. Едвард Огастес Бонд, головний бібліотекар музею, хотів, щоб Бадж знайшов джерело витоків і запечатав його. Бонд також хотів, щоб Бадж налагодив зв'язки з іракськими торговцями старожитностями, щоб купувати наявні матеріали за зниженими місцевими цінами порівняно з лондонськими. У ці роки Бадж також їздив до Стамбула, щоб отримати дозвіл від уряду Османської імперії на відновлення розкопок музею в цих іракських місцях. Археологи музею вірили, що розкопки виявлять ще таблички. 
Протягом років роботи в Британському музеї Бадж також намагався налагодити зв'язки з місцевими торговцями старожитностями в Єгипті та Іраку, щоб музей міг купувати в них старожитності та уникнути невизначеності та витрат на розкопки. Це був підхід XIX століття до створення музейної колекції, і він був помітно змінений більш суворими археологічними методами, технологіями та накопиченими знаннями про оцінку артефактів на місці. Бадж повернувся зі своїх численних місій до Єгипту та Іраку з: великими колекціями клинописних табличок; сирійські, коптські та грецькі рукописи; і значні колекції ієрогліфічних папірусів. Можливо, його найвідомішими придбаннями того часу були: Папірус Ані, Книга Мертвих; копія втраченої Афінської конституції Арістотеля; і Амарнський архів. Плідні та добре сплановані придбання Баджа дали Британському музею, мабуть, найкращі у світі колекції Стародавнього Близького Сходу в той час, коли європейські музеї змагалися за створення таких колекцій. 
У 1900 році ассиріолог Арчибальд Сейс сказав Баджу:
«Яку революцію ви здійснили у східному відділі музею! Тепер це справжня історія цивілізації в серії наочних уроків».
Бадж став помічником хранителя у своєму відділі після того, як Ренуф пішов у відставку в 1891 році, і був затверджений на посаді хранителя в 1894 році. Він обіймав цю посаду до 1924 року, спеціалізуючись на єгиптології. Бадж та колекціонери інших музеїв Європи вважали найкращу колекцію єгипетських і ассирійських старожитностей у світі предметом національної гордості, і між ними була величезна конкуренція за такі старожитності. Працівники музею та їхні місцеві агенти контрабандою перевозили старожитності дипломатичною поштою, підкуповували митників або просто ходили до друзів чи співвітчизників у Службу старожитностей Єгипту, просивши їх пропускати їхні ящики зі старожитностями, не відкриваючи їх. Під час перебування на посаді хранителя Бадж був відомий своєю добротою та терпінням у навчанні молодих відвідувачів Британського музею.
Термін перебування на посаді Баджа не обійшовся без суперечок. У 1893 році Ормуз Рассам подав на нього до суду у Верховному суді за наклеп та дифамацію. Бадж писав, що Рассам використовував своїх родичів, щоб контрабандою вивозити старожитності з Ніневії, і відправляв лише «сміття» до Британського музею. Літній Рассам був засмучений цими звинуваченнями, і коли він кинув виклик Баджу, він отримав часткове вибачення, яке пізніший суд визнав «неджентльменським». Рассама підтримав суддя, але не журі. Після смерті Рассама стверджували, що, хоча Рассам зробив більшість відкриттів старожитностей, заслуга була присвоєна персоналу Британського музею, зокрема Остіну Генрі Лаярду.

## Літературна та громадська діяльність
Бадж також був плідним автором, і сьогодні його особливо пам'ятають за його праці про давньоєгипетську релігію та його ієрогліфічні буквари. Бадж стверджував, що релігія Осіріса походить від корінного африканського народу:
«Немає жодних сумнівів», — сказав він про єгипетські релігії в «Осірісі та єгипетському воскресінні» (1911), «що досліджувані тут вірування мають корінне походження, нілотське або суданське у найширшому значенні цього слова, і я намагався пояснити ті, які не можуть бути з’ясовані іншим способом, за допомогою доказів, які надають релігії сучасних народів, які живуть на великих ріках Сходу, Заходу, і Центральної Африки... Тепер, якщо ми досліджуємо релігії сучасних африканських народів, ми виявимо, що вірування, що лежать в їх основі, майже ідентичні давньоєгипетським, описаним вище. Оскільки вони не походять від Єгиптян, випливає, що вони є природним продуктом релігійного розуму тубільців певних частин Африки, який є однаковим у всі періоди».
Твердження Баджа про те, що релігія єгиптян походить від подібних релігій людей північно-східної та центральної Африки, його колеги вважали неможливим. У той час усі, крім кількох вчених, наслідували Фліндерса Пітрі в його теорії про те, що культура Стародавнього Єгипту походить від загарбницької «династичної раси», яка завоювала Єгипет наприкінці передісторії.
Роботи Баджа широко читались освіченою публікою та тими, хто шукав порівняльні етнологічні дані, у тому числі Джеймсом Фрейзером. Він включив деякі ідеї Баджа щодо Осіріса у свою постійно зростаючу роботу з порівняльного релігієзнавства «Золота гілка». Хоча книги Баджа залишаються широкодоступними, з днів його життя і переклад, і точність датування покращилися, що призвело до значних переглядів. Загальний стиль письма його епохи — відсутність чіткого розмежування між думкою та незаперечним фактом — більше не прийнятний у наукових працях. За словами єгиптолога Джеймса Пітера Аллена, книги Баджа «не були надто надійними, коли вони вперше з'явилися, і зараз дуже застаріли».
Бадж також цікавився паранормальними явищами, вірив у духів і привиди. У Баджа було багато друзів у Клубі привидів (Британська бібліотека, колекції рукописів, архіви Клубу привидів), групі в Лондоні, яка займалася вивченням альтернативних релігій і духовного світу. Своїм багатьом друзям він розповідав історії про привиди та інші дивовижні події. Багато людей у його часи, які займалися окультизмом і спіритизмом після того, як втратили віру в християнство, були присвячені роботам Баджа, зокрема його перекладу Єгипетської Книги мертвих. Такі письменники, як поет Вільям Батлер Єйтс і Джеймс Джойс, вивчали цей твір стародавньої релігії та перебували під його впливом. Праці Баджа про єгипетську релігію постійно друкували з тих пір, як вони стали суспільним надбанням.
Бадж був членом літературного та неупередженого Севільського клубу в Лондоні на пропозицію його друга Генрі Райдера Гаґгарда у 1889 році та прийнятий у 1891 році. Він був дуже затребуваним гостем на вечерях в Лондоні, його гумористичні історії та анекдоти були відомі в його колі. Він насолоджувався товариством відомих людей, багатьох з яких він зустрічав, коли вони приносили до Британського музею скарабеїв і статуетки, придбані ними під час відпусток в Єгипті. Баджу ніколи не бракувало запрошень до заміських будинків влітку або до модних таунхаусів під час лондонського сезону.

## Подальше читання
- Becker, Adam H. (2005). Doctoring the Past in the Present: E. A. Wallis Budge, the Discourse on Magic, and the Colonization of Iraq. History of Religions. 44 (3): 175—215. doi:10.1086/429757.
- British Library, Manuscript Collections, Ghost Club Archives, Add. 52261
- Drower, Margaret. Flinders Petrie: A Life in Archeology (Madison, WI, 1995; 2nd ed.).
- Ismail, Matthew (2021). Wallis Budge: Magic and Mummies in London and Cairo (вид. Revised). Dost Publishing. ISBN 9798775423391.
- Morrell, Robert (2002). "Budgie...": The Life of Sir E. A. T. Wallis Budge, Egyptologist, Assyriologist, Keeper of the Department of Egyptian and Assyrian Antiquities at the British Museum, 1892 to 1924. Nottingham: privately published.
- Wilkinson, Toby (2020). A World Beneath the Sands: Adventurers and Archaeologists in the Golden Age of Egyptology (Hardbook). London: Picador. ISBN 978-1-5098-5870-5.